# Třebsín
Vesnice Třebsín, dříve také Třebšín, Třepšín či Tržepschin, se nachází v okrese Benešov, Středočeský kraj. Spadá pod obec Krňany. Součástí místní části Třebsín je i ZSJ Závist a osada Norbertinka. V roce 2007 zde žilo 109 obyvatel.

## Historie
První písemná zmínka o vesnici pochází z roku 1310, ale s ohledem na historii Ostrovského kláštera Jana Křtitele lze předpokládat, že Třebsín resp. usedlost či statek mohl být založen již okolo roku 999.
Zvonička v Třebsíně pochází z druhé poloviny 18. století. Je šestiúhelníkového půdorysu, stěny jsou zděné, střecha je stanová, uprostřed půdorysu je umístěna cibulová věžička s lucernou. Střecha kaple i báň věžičky jsou kryty šindelem. Lucerna není bedněna, nosná konstrukce se pohledově uplatňuje. Krytina i všechny dřevěné prvky střechy jsou mořeny do tmavě hnědého odstínu, oplachování nebylo prováděno.
V roce 1927 a 1928 jsou zakládány první trampské osady (Club Údolí Ticha, Údolí Sporů a Slavia) v údolí k řece Sázavě přezdívané Zlatá řeka. Později vznikají osady Úsvit (1956) a Zahrádky (1976).
Slibně se rozvíjející historie Třebsína byla násilně přerušena druhé světové války, kdy došlo k nucenému vystěhování obyvatelstva a v celé oblasti Neveklovska, později i Sedlčanska, bylo zřízeno cvičiště SS. V roce 1943 byla v lese mezi Hradištkem a Závistí zřízena jedna z poboček koncentračního tábora Flossenbürg v Bavorsku. Po květnu 1945 se sem někteří obyvatelé znovu nevrátili.
Z Ottovy encyklopedie: „Třebsín, nebo také Třebšín, ves v Čechách, hejtmanství Benešov, okr. Neveklov, fara u sv. Kiliána, pošta. Netvoříce; 39 domů, 265 obyvatel (1900) a samota Závist. Ves uváděla se od starodávna mezi zbožím kláštera sv. Jana Křtitele na Ostrově.“

## Rodáci
- Augustin Přeučil (1914–1947), voják, agent gestapa, příslušník RAF

## Současnost
V současnosti má Třebsín (včetně Závisti) 87 domů s čp. a v katastru je také evidováno 431 rekreačních objektů s evidenčním číslem.
Ve vsi je činný sbor dobrovolných hasičů, který má zbrojnici v objektu, kde je také místní lidová knihovna. Jednou ročně je zde pořádán festival zaměřený na country, folk a bluegrassovou muziku Třebsínská zvonička.
Z hlediska služeb se nachází v obci dvě restaurace, ale nejbližší prodejna základních potravin je v Krňanech či v Hradištku pod Medníkem. Také lze navštívit Usedlost Medník, kde je možné si prohlédnout ekologické hospodářství a ochutnat jeho produkty.

## Doprava
Obcí prochází silnice II. třídy č. 106 ze Štěchovic do Kamenného Přívozu. Obec je zařazena do obsluhy Pražské integrované dopravy a obcí projíždí linka č. 438: Štěchovice – Rabyně, Měřín. Další linkou je linka č. 200053 Benešov – Vysoký Újezd – Hradištko – Štěchovice.

## Pamětihodnosti
- Kaplička
- Pomník padlým[5]